# Patricio Henriquez
Pour les articles homonymes, voir Henriquez.
Patricio Henriquez est un réalisateur et producteur canadien établi à Montréal, Québec.
Henriquez a grandi au Chili où il devient réalisateur pour la télévision avant de quitter le pays en 1974 après qu'Augusto Pinochet ait renversé le gouvernement de Salvador Allende.
En 1995, il fonde avec deux associés l'agence de production Macumba International Inc. dédiée aux films documentaires.

## Films
Yasser Arafat et les Palestiniens, 1980, est son premier film.
Vous n’aimez pas la vérité : 4 jours à Guantánamo (You Don’t Like The Truth – Fours Days Inside Guantanamo), un film qu'il a coréalisé avec son collaborateur Luc Côté, a gagné le prix Gémeaux du meilleur documentaire dans la catégorie société en 2011.
En 1999, Le Dernier Combat de Salvador Allende (The Last Stand of Salvador Allende) a gagné le prix de la meilleure histoire au Festival international canadien du documentaire Hot Docs.
Ouïghours, prisonniers de l'absurde (Uyghurs: Prisoners of the Absurd) a été projeté en première mondiale le 10 octobre 2014 au Festival du nouveau cinéma de Montréal. Ce film portant sur vingt-deux Ouïghours emprisonnés au camp de Guantánamo est son troisième consacré à des politiques controversées de la part des États-Unis en matière de rétention administrative.